# Yibuti en los Juegos Olímpicos de Sídney 2000
Yibuti estuvo representado en los Juegos Olímpicos de Sídney 2000 por dos deportistas, un hombre y una mujer, que compitieron en atletismo.
El portador de la bandera en la ceremonia de apertura fue el atleta Djama Robleh. El equipo olímpico yibutiano no obtuvo ninguna medalla en estos Juegos.